# Барвінковий обряд
Барвінковий обряд — елемент сімейних звичаїв і традиціями, що ще із сивої давнини розпочинав весілля.
У народі вважалося, що він символізує освячення шлюбу громадою. З ним пов'язували цілий ряд обрядів: збирання барвінку, материнське благословіння на плетення вінків, їх виготовлення та одягання.
Цей обряд особливо підтримується населенням в Карпатах та Наддністрянщині. Хоча був розповсюдженим також і в інших регіонах України. Тоді кожен регіон характеризував цей звичай по своєму.
Наприклад, в Карпатах по барвінок йшла вся молодіжна громада з музикою.
На Бойківщині — молода дружка з дружками та обов'язково малим хлопцем, На Закарпатті тільки дружки молодого.
Після того як нарвали барвінку виготовляли барвінковий вінок як прикрасу для короваю. Цей процес мав супроводжуватися ще й піснями. А наступного дня ввечері цей вінок клали на коровай, коли роздавали його гостям. Вважалося, що якщо хтось цей вінок зірве під час роздачі, наступний одружується.